# Victor Knaub
Victor Knaub (* 26. November 1996 in Dortmund) ist ein deutsch-kanadischer Eishockeyspieler, der seit Juli 2023 bei den Bayreuth Tigers in der Oberliga unter Vertrag steht. Zuvor war Knaub unter anderem für die Krefeld Pinguine in der DEL2 aktiv.

## Karriere
Victor Knaub durchlief bis zu seinem 12. Lebensjahr den Nachwuchs des Iserlohner EC und wanderte anschließend nach Kanada aus. Dort spielte er in verschiedenen Ligen in Manitoba (MMHL, MMJHL, MJHL und SEMHL). Im Alter von 21 Jahren folgte 2018 der Schritt zurück nach Deutschland, als er von den Hannover Indians aus der Oberliga Nord unter Vertrag genommen wurde und in 45 Spielen 17 Scorerpunkte (5 Tore) verbuchen konnte. 2019/20 folgte der Wechsel zu den Saale Bulls Halle (37 Spiele, 18 Scorerpunkte, 13 Tore). Im Anschluss etablierte sich Knaub in den zwei folgenden Spielzeiten 2020/21 und 2021/22 bei den Hannover Scorpions (71 Scorerpunkte in 102 Spielen). Seine Leistungen in der Saison 2022/2023 beim EV Füssen (17 Spiele, 19 Punkte) weckten das Interesse der Krefeld Pinguine, für die Knaub ab Januar 2023 erstmals in der DEL2 auflief und mit 7 Scorerpunkten in 13 Spielen zu überzeugen wusste. Seit 2023 spielt Knaub wieder in der Oberliga Süd bei den Bayreuth Tigers.